# Arquipélago de Los Monjes
Arquipélago de Los Monjes é um arquipélago venezuelano de 0,20 km ² (ou 20 hectares), que é administrado como uma das agências federais desse país e está localizado a 34,8 quilômetros a leste da península de Guajira e 40 km a nordeste do estado de Zulia, no Golfo da Venezuela
- Monjes del Sur (12 ° 22'N 70 ° 54'W), constituída pelas duas maiores ilhas, ligadas por uma represa artificial. A sul das duas ilhas atinge uma altura de 70 metros e tem um farol.
- Monje del Este (12 ° 24'N 70 ° 51'W), uma pequena pedra 5,3 km a nordeste de Monjes del Sur, atinge uma altura de 43 m.
- Monjes del Norte (12 ° 30 'N 70 ° 55'W), é de 12,3 km NNE de Monjes del Este, e consiste em cinco pequenas pedras, a maior do que alcança uma altura de 41 m.